# Oliver Geden
Oliver Geden (* 1971 in Bernkastel-Kues) ist ein deutscher Sozialwissenschaftler und seit 2023 Vize-Vorsitzender der Arbeitsgruppe III (Minderung des Klimawandels) des Weltklimarats IPCC. Seit 2006 ist er bei der Stiftung Wissenschaft und Politik (SWP) in Berlin tätig, aktuell als Senior Fellow und Leiter des Forschungsclusters Klimapolitik.

## Leben
Nach Ausbildung zum Industriekaufmann und Zivildienst beim Bund für Umwelt und Naturschutz Rheinland-Pfalz studierte er Europäische Ethnologie, Politikwissenschaft und Gender Studies. 2005 wurde er bei Wolfgang Kaschuba und Frank Decker an der Humboldt-Universität zu Berlin mit einer Dissertation über „Diskursstrategien im Rechtspopulismus“ zum Dr. phil. promoviert.
Seine Arbeitsschwerpunkte sind Fragen der europäischen und internationalen Klimapolitik sowie die CO2-Entnahme aus der Atmosphäre. Er ist Permanent Fellow beim Institute for Science, Innovation and Society der Universität Oxford (seit 2017) sowie beim Institut für Höhere Studien in Wien (seit 2019).
Geden war Gastwissenschaftler an der University of California, Berkeley (2005/06), der ETH Zürich (2014), der Universität Oxford (2017), der University of Pennsylvania (2018), am Max-Planck-Institut für Meteorologie (2018/19) sowie am IIASA (2020). Zudem war er 2011 an den Planungsstab des Auswärtigen Amtes abgestellt, 2014/15 an die Leitungs- und Planungsabteilung des Bundesministeriums für Wirtschaft und Energie.
2018 wurde Geden erstmals vom Weltklimarat (IPCC) zum Leitautor für die Arbeitsgruppe III (Minderung des Klimawandels) des Sechsten Sachstandsberichts (AR6) berufen. 2020 folgte die Berufung ins Kernautorenteam für den abschließenden Synthesebericht des IPCC AR6. Bei den Wahlen zum IPCC-Vorstand (Bureau) für den 7. Berichtszyklus wurde Geden 2023 zu einem der Vize-Vorsitzenden der Arbeitsgruppe III bestimmt.

## Schriften (Auswahl)
Bücher
- Rechte Ökologie. Umweltschutz zwischen Emanzipation und Faschismus (Antifa-Edition). Elefanten Press Verlag, Berlin 1996, zweite Auflage 1999, ISBN 3-88520-576-9.
- Männlichkeitskonstruktionen in der Freiheitlichen Partei Österreichs. Eine qualitativ-empirische Untersuchung (Forschung Soziologie. Bd. 200). Leske & Budrich, Opladen 2004, ISBN 3-8100-4100-9.
- Diskursstrategien im Rechtspopulismus. Freiheitliche Partei Österreichs und Schweizerische Volkspartei zwischen Opposition und Regierungsbeteiligung. VS Verlag für Sozialwissenschaften, Wiesbaden 2006, ISBN 978-3-531-15127-4.
- mit Severin Fischer: Die Energie- und Klimapolitik der Europäischen Union. Bestandsaufnahme und Perspektiven (Denkart Europa. 8). Nomos, Baden-Baden 2008, ISBN 978-3-8329-3553-5.

 Fachaufsätze 
- Climate advisers must maintain integrity, in: Nature, Vol. 521, Mai 2015, pp. 27–28.
- An actionable climate target, in: Nature Geoscience, Vol. 9, No. 5, Mai 2016, pp. 340–342.
- mit G. Peters: Catalyzing a shift from low to negative carbon, in: Nature Climate Change, Vol. 7, No. 9, September 2017, pp. 619–621.
- mit G. Peters/V. Scott: Targeting carbon dioxide removal in the European Union, in: Climate Policy, Vol. 19, No. 4, April 2019, pp. 487–494.
- mit J. Rogelj et al.: Three ways to improve net-zero emissions targets, in: Nature, Vol. 591, März 2021, pp. 365–368

 Policy Paper 
- Treibhausgasneutralität als Klimaziel priorisieren. Die EU und Deutschland sollten eine ehrgeizigere und zugleich pragmatischere Klimapolitik betreiben. SWP-Aktuell, A74, Berlin 2017
- mit S. Dröge: Vorausschauende Governance für Solares Strahlungsmanagement. Herausforderungen und Handlungsoptionen für die internationale Klimapolitik. SWP-Aktuell, A36, Berlin 2019
- mit F. Schenuit: Klimaneutralität als Langfriststrategie. Die Ausgestaltung des EU-Nullemissionsziels und die Folgen für Deutschland. SWP-Aktuell, A38, Berlin 2019
- mit K. Westphal/S. Dröge: Die internationalen Dimensionen deutscher Wasserstoffpolitik. SWP-Aktuell, A37, Berlin 2020
- mit F. Schenuit: Unkonventioneller Klimaschutz. Gezielte CO2-Entnahme aus der Atmosphäre als neuer Ansatz in der EU-Klimapolitik. SWP-Studie, S10, Berlin 2020

## Audio
- Von Anreizen und Verboten: Wie gelingt die Klimawende?, Audio-Version 43.52 Minuten, Deutschlandfunk „Zur Diskussion“, 22. März 2023, mit Felix Banaszak, Bündnis 90/Die Grünen, MdB;  Oliver Geden, Stiftung Wissenschaft und Politik Wiebke Winter, CDU-Bundesvorstand